# Vrtovi Majorelle
Vrtovi Majorelle (francosko Jardin Majorelle, arabsko حديقة ماجوريل, latinizirano: hadiqat mmajuril, berbersko ⵓⵔⵜⵉ ⵎⴰⵊⵓⵔⵉⵍ, latinizirano: urti majuril) je botanični vrt velik en hektar in umetnikov krajinski vrt v Marakešu v Maroku. Ustvaril ga je francoski orientalistični umetnik Jacques Majorelle v skoraj štiridesetih letih, z začetkom leta 1923, in ima kubistično vilo, ki jo je v 1930-ih zasnoval francoski arhitekt Paul Sinoir. Posest je bila rezidenca umetnika in njegove žene od leta 1923 do njune ločitve v 1950-ih.
V 1980-ih sta nepremičnino kupila modni oblikovalec Yves Saint-Laurent in njegov poslovni menedžer Pierre Bergé, ki sta si prizadevala za njeno obnovo. Danes je kompleks vrtov in vil odprt za javnost. V vili je Berberski muzej, leta 2017 pa so v bližini odprli muzej Yves Saint Laurent.

## Zgodovina
Vrt Majorelle je zasnoval francoski umetnik Jacques Majorelle (1886–1962), sin secesijskega ébénista (mizarja) iz Nancyja, Louisa Majorelle. Kot mladega ambicioznega slikarja je bil Jacques Majorelle okoli leta 1917 poslan v Maroko, da bi okreval od resnega zdravstvenega stanja. Potem ko je kratek čas preživel v Casablanci, je odpotoval v Marakeš in se kot mnogi njegovi sodobniki zaljubil v živahne barve in ulično življenje, ki ga je tam našel. Po potovanju po Severni Afriki in Sredozemlju se je sčasoma odločil, da se bo za stalno naselil v Marakešu.
V času svojega življenja si je Majorelle prislužil sloves slavnega orientalističnega slikarja. Poseben odtenek drzne kobaltno modre, ki ga je navdihnila barvna ploščica, ki jo je videl v okolici Marakeša in v berberskih burnusih, je bil v veliki meri uporabljen v vrtu in njegovih stavbah in je po njem poimenovan, bleu Majorelle (Majorelle modra). Pred smrtjo je Majorelle patentiral barvo, ki nosi njegovo ime.
Leta 1923, le štiri leta po poroki z Andrée Longueville, je Majorelle kupil štiri hektarje veliko parcelo na meji palmovega nasada v Marakešu, in zgradil hišo v maroškem slogu. Leta 1931 je arhitektu Paulu Sinoirju naročil, naj za posest zasnuje kubistično vilo. Postopoma je kupil dodatno zemljo in tako razširil svojo posest za približno 10 hektarjev. V okolici rezidence je Majorelle začel saditi razkošen vrt, ki je postal znan kot Jardins Majorelle (vrt Majorelle). Vrt je postal njegovo življenjsko delo in razvijanju se je posvečal skoraj štirideset let.
Izkazalo se je, da je upravljanje vrta drago in leta 1947 je Majorelle odprl vrt za javnost z vstopnino, ki je bila namenjena pokrivanju stroškov vzdrževanja. Včasih je prodal parcelo zemlje, da bi financiral rastoči vrt. Po njegovi ločitvi v 1950-ih je bil Majorelle prisiljen prodati hišo in zemljišče. Po tem je bil vrt zanemarjen in je propadal. V 1980-ih sta modna oblikovalca Yves Saint-Laurent in Pierre Bergé ponovno odkrila vrt in vilo, ki sta se ju lotila obnoviti in rešiti. Par je bil lastnik vile do leta 2008. Po smrti Yvesa Saint Laurenta leta 2008 je bil njegov pepel raztresen v vrtu Majorelle.
Od leta 2010 je nepremičnina v lasti fundacije Pierre Bergé – Yves Saint Laurent, francoske neprofitne organizacije, od leta 2011 pa jo upravlja fundacija Jardin Majorelle, priznana neprofitna organizacija v Marakešu. Pierre Bergé je bil direktor Garden's Foundation do svoje smrti septembra 2017.

## Vrtovi in muzeji
Vrtovi in stavbe tvorijo kompleks, kjer so določene stavbe namenjene različnim muzejem in razstavam, zanimivim za obiskovalce. Vrtovi, ki pokrivajo dva hektarja in pol, so dnevno odprti za javnost in hranijo pomembno zbirko kaktusov in skulptur.
V nekdanji delavnici Majorelle je bil prej Muzej islamske umetnosti v Marakešu, ki je predstavljal zbirko severnoafriškega tekstila iz Saint-Laurentove osebne zbirke, pa tudi keramiko in nakit. Od leta 2011 pa je v vili zdaj Berberski muzej (Musée Pierre Bergé des Arts Berbères), v katerem so razstavljeni predmeti amaziške (berberske) kulture. Vila hrani tudi zbirko Majorelleovih slik.
Razvoj vrtnega kompleksa je v teku. Dobiček od vrtov se uporablja za financiranje novih projektov. Oktobra 2017 je bil muzej Yves Saint Laurent odprt za javnost kot poklon oblikovalčevi zapuščini in njegovim povezavam z Marakešem. Vrtovi so pomembna turistična atrakcija v Marakešu, saj pritegnejo več kot 700.000 obiskovalcev letno. V vrtu je več kot 15 vrst ptic, ki so endemične za Severno Afriko. Ima veliko fontan in pomembno zbirko kaktusov.